# American Pie (filme)
American Pie (bra: American Pie - A Primeira Vez É Inesquecível) é um filme de comédia sexual adolescente estadunidense de 1999 dirigido por Paul Weitz (em sua estreia como diretor) e escrito por Adam Herz. É o primeiro filme da série teatral American Pie sendo protagonizado por Jason Biggs, Chris Klein, Alyson Hannigan, Natasha Lyonne, Thomas Ian Nicholas, Tara Reid, Mena Suvari, Eddie Kaye Thomas, Seann William Scott, Eugene Levy, Shannon Elizabeth e Jennifer Coolidge. Sua trama gira em torno de cinco colegas de classe (Jim, Kevin, Oz, Finch e Stifler) que estudam na East Great Falls High; com exceção de Stifler, que já não é mais virgem, os jovens fazem um pacto para perder a virgindade antes da formatura do ensino médio.
O título do filme é emprestado da canção popular de mesmo nome e refere-se a uma cena em que o protagonista Jim é flagrado se masturbando com uma torta depois de ter ouvido que "chegar a terceira base" no namoro é como tocar uma torta de maçã quente, uma metáfora adolescente da cultura americana relacionando sexo e beisebol. O escritor Adam Herz afirmou que o título também se refere à busca de perder a virgindade ainda nos tempos de colégio, uma vez que esse costume é tão "americano quanto uma torta de maçã".
O filme foi um sucesso de bilheteria e gerou três sequências diretas: American Pie 2 (2001), American Wedding (2003) e American Reunion (2012); em agosto de 2017, Seann William Scott disse em uma entrevista que o quarto filme provavelmente não havia arrecadado o suficiente nas bilheterias domésticas para justificar um quinto filme. Além dos quatro filmes teatrais originais, há ainda cinco filmes spin-off lançados diretamente em vídeo: Band Camp (2005), The Naked Mile (2006), Beta House (2007), The Book of Love (2009) e Girls' Rules (2020).

## Enredo
A história gira em torno de cinco colegas do último ano do ensino médio da fictícia East Great Falls, localizada em Michigan: Jim Levenstein, um nerd desajeitado e sexualmente ingênuo cujo pai lhe oferece pornografia e conselhos sexuais desajeitados; Chris "Oz" Ostreicher, uma estrela superconfiante do time de lacrosse do colégio; Kevin Myers, o calmo líder do grupo que busca perder a virgindade com sua namorada Vicky; Paul Finch, que aprecia mochaccinos; e Steven Stifler, um garoto popular, barulhento, apaixonado por esportes, que costuma dar festas descontroladas e é o único dos cinco amigos que não é virgem. Quando o colega nerd Sherman afirma que perdeu a virgindade em uma festa organizada por Stifler, Kevin pede a Oz, Finch e Jim que se juntem a ele para fazer um pacto: eles terão que perder as suas virgindades até a formatura do ensino médio.
Vicky acusa Kevin de desejá-la apenas para sexo, fazendo com que ele tente consertar o seu relacionamento com a garota antes do dia do baile de formatura, que é a "data limite" estipulada para fazer sua primeira transa conforme o pacto de seus amigos. Kevin descobre um livro antigo na biblioteca que foi compilado por alunos anteriores da escola dando dicas sexuais; ele compartilha as informações do objeto com seus amigos e pratica uma cunilíngua em Vicky depois de estudar o livro. Oz se junta ao coral da escola para encontrar uma namorada e aprender sobre sensibilidade; ele logo chama a atenção da garota do coro Heather, que aprende sobre a reputação de Oz e termina com ele. Enquanto isso, Jim tenta investir em Nadia, uma estudante de intercâmbio checa.
Depois que Oz diz a Jim que "chegar a terceira base" do namoro é como tocar uma "torta de maçã quente", Jim se excita em sua casa e faz sexo com uma torta recém-assada de sua mãe na cozinha, mas é interrompido quando seu pai entra e o pega em flagrante. Na escola, Nadia pede a Jim para ajudá-la a estudar e Stifler convence Jim a instalar uma webcam em seu quarto para que todos possam assistir Nadia trocando de roupa depois de vir estudar após a aula de balé; ao assistirem à transmissão, eles veem Nadia descobrir a coleção de revistas pornográficas de Jim e, sentada seminua em sua cama, ela começa a se masturbar com ela. Após deixa-la sozinha em seu quarto para ver a transmissão com seus amigos, Jim é persuadido a voltar para se juntar a Nadia, sem saber que o link da webcam foi enviado para todos na lista da escola. Ele não consegue cobrir a lente da webcam e quando se junta à excitada garota, ele acabar por ejacular precocemente duas vezes. Os pais de Nadia também acabam vendo a transmissão das cenas e a mandam de volta para casa, deixando Jim sem par para o baile e se tornando motivo de chacota na escola.
Jim, acreditando que a geek da banda da escola, Michelle, não sabe do incidente da webcam, a convida para o baile. Finch paga à amiga de Vicky, Jessica, duzentos dólares para espalhar um boato sobre suas proezas sexuais, esperando que isso aumente suas chances de sucesso. Stifler é rejeitado por uma garota por ela acreditar que Finch é um garanhão e espera que ele a convide para o baile, desprezando Stifler; irritado com isso, Stifler acrescenta um laxante escondido em um dos mochaccinos de Finch. Durante o aperto de Finch, Stifler direciona o colega para o banheiro feminino, onde Finch passa a sofrer com uma forte diarreia. Ao sair do banheiro, Stifler e uma multidão de alunos riem dele. Oz toma a decisão de deixar seu jogo do campeonato de lacrosse para se juntar a Heather para um dueto e eles se reconciliam.
No baile, a história da perda da virgindade de Sherman é revelada como uma farsa e ele urina nas calças na frente de todos os presentes. Jim fica irritado com a obsessão de Kevin em que eles cumpram sua promessa. Na festa pós-formatura de Stifler, depois que Kevin diz a Vicky que a ama, eles fazem sexo em um quarto no andar de cima e depois ela termina com ele, dizendo que eles vão se separar quando forem para faculdades diferentes. Oz confessa o pacto a Heather e ela inicialmente o repudia, mas depois o casal compartilha uma noite romântica à beira do lago, onde fazem amor.
Jim descobre que Michelle aceitou sua oferta porque viu o "incidente de Nadia" e pensou que ele era uma "coisa certa". Michelle então faz sexo agressivo com Jim. Finch conhece e faz propostas à mãe de Stifler e eles fazem sexo na mesa de sinuca da casa; mais tarde, Stifler descobre os dois juntos e desmaia. Na manhã seguinte ao baile, o grupo comenta suas primeiras experiências sexuais de sucesso enquanto comem em seu restaurante favorito. Honrando sua sensibilidade recém-descoberta, Oz não revela a seus amigos se ele e Heather fizeram sexo ou não. Os amigos então brindam ao "próximo passo".
Mais tarde, Jim se despe para Nadia pela webcam em seu quarto; ele não percebe a entrada de seu pai, que então sai da sala e começa a dançar enquanto chama sua esposa para se juntar a ele.

## Elenco
| Personagem              | Ator / Atriz        |
| ----------------------- | ------------------- |
| Jim Levenstein          | Jason Biggs         |
| Chris "Oz" Ostreicher   | Chris Klein         |
| Kevin                   | Thomas Ian Nicholas |
| Paul Finch              | Eddie Kaye Thomas   |
| Chuck Sherman           | Chris Owen          |
| Steve Stifler           | Seann William Scott |
| Jessica                 | Natasha Lyonne      |
| Sra. Stifler            | Jennifer Coolidge   |
| Heather                 | Mena Suvari         |
| Victoria "Vicky" Lathum | Tara Reid           |
| Michelle Flaherty       | Alyson Hannigan     |
| Nadia                   | Shannon Elizabeth   |
| Sra. Levenstein         | Molly Cheek         |
| Sr. Levenstein          | Eugene Levy         |
| Albert                  | Eric Lively         |
| Treinador Marshall      | Lawrence Pressman   |

Observações:
- O grupo Blink-182 fez uma aparição no filme como a banda que assiste Jim e Nadia durante sua transmissão na webcam, embora o baterista Travis Barker seja incorretamente creditado como o ex-baterista Scott Raynor. Além disso, quando sua música "Mutt" é creditada, o nome de Barker está escrito incorretamente como "Travis Barkor". Os papéis foram dados ao grupo quando o agente de Tom DeLonge relatou que os produtores do filme buscavam uma banda.
- Casey Affleck interpretou Tom Myers, irmão mais velho de Kevin.
- Stacy Fuson, Playmate do mês de fevereiro de 1999 da Playboy estadunidense, aparece no meio da multidão rindo de Finch quando ele sai do banheiro feminino.

## Produção

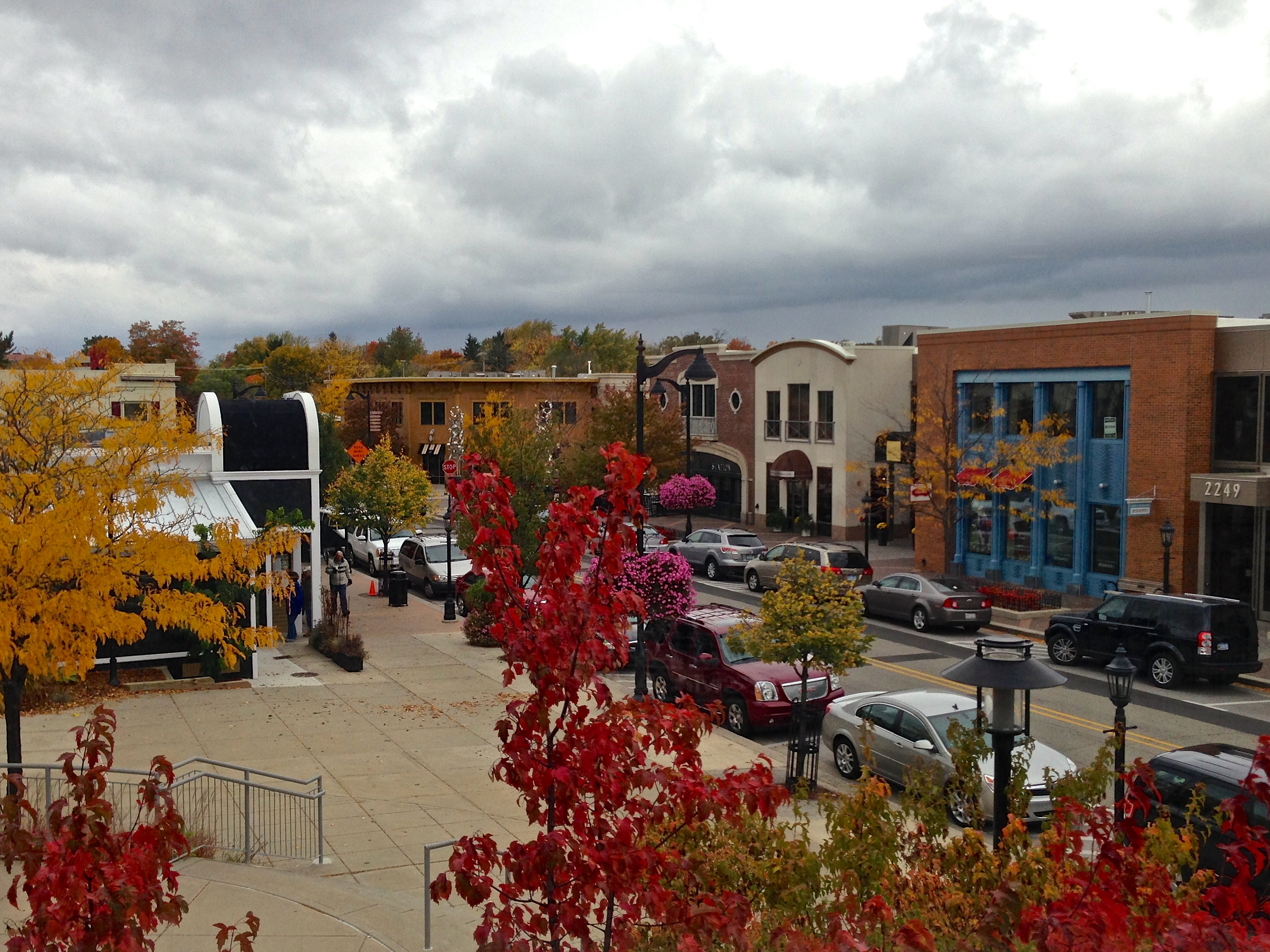
A cidade de East Grand Rapids foi inspiração para East Great Falls, cidade fictícia onde se passa a história do filme.

Grande parte do filme é baseado nos dias que o roteirista Adam Herz passou no East Grand Rapids High School em Michigan. No filme, a cidade é chamada de "East Great Falls", e o colégio ostenta as mesmas cores do colégio que o inspirou — azul e amarelo — além de possuir um mascote semelhante — os Trailblazers ao invés dos Pioneers. O restaurante frequentado, "Dog Years", baseia-se no Yesterdog, restaurante popular de cachorro-quente nas proximidades de Eastown, bairro de Grand Rapids. A equipe "Central Chicks" e "Central" de Lacrosse que joga contra a East Great Falls é um amálgama dos colégios Forest Hills Central High School e Grand Rapids Catholic Central High School, localizados nas proximidades. O título de trabalho do filme era "East Great Falls High".
Adam Herz escreveu em seis semanas o roteiro, provisoriamente intitulado "Untitled Teenage Sex Comedy That Can Be Made For Under US$ 10 Million That Most Readers Will Probably Hate But I Think You Will Love" (em português: "Comédia de sexo adolescente sem título, que pode custar menos de US$ 10 milhões, que a maioria dos leitores provavelmente odiará, mas acho que você amará"), usando Porky's e Bachelor Party como inspiração. A filmagem principal do filme, agora renomeado "Great Falls", aconteceu entre 21 de julho e 11 de setembro de 1998. O filme originalmente recebeu uma classificação NC-17 da Motion Picture Association of America até que as edições foram feitas para garantir uma classificação R. Durante a busca pelo elenco do filme, Bill Murray foi considerado para o papel de Noah Levenstein, pai de Jim. Quando Eugene Levy foi escalado, ele insistiu em ser autorizado a improvisar suas falas, pois não gostava de como seu personagem estava escrito no roteiro. No filme final, a maioria de suas falas foi improvisada.
O filme foi gravado no sul da Califórnia, principalmente em Long Beach, utilizando as áreas escolares da Long Beach Unified School District. A Millikan High School, cujas cores são azul e ouro, foi usada para cenas externas, e a Long Beach Polytechnic High School foi usada para gravações de internas. Localizado em Los Cerritos, Long Beach, Califórnia, ambas as escolas ficam a pouco mais de oito quilômetros do Virginia Country Club e do bairro de Los Cerritos (onde Ferris Bueller's Day Off e Donnie Darko foram filmados).

## Recepção

### Bilheteria
Apesar de especialistas afirmarem que o filme teria potencial para se tornar um sucesso comericial, a Universal Pictures preferiu vender os direitos estrangeiros de American Pie em uma tentativa de recuperar seu orçamento. O filme foi vendido com sucesso para distribuidores estrangeiros de países de língua não-inglesa no Festival de Cannes. Já nos cinemas, o filme ganhou US$ 18,7 milhões durante o seu fim de semana de abertura e tomou o primeiro lugar de Wild Wild West. American Pie acabou arrecadando US$ 235.483.004 em todo o mundo, sendo que US$ 132.922.000 foram provenientes de ingressos internacionais. Nos Estados Unidos e no Canadá, o filme arrecadou US$ 102.561.004, tornando-se o vigésimo filme de maior bilheteria de 1999. Na Alemanha, distribuído pela Constantin Film, foi o lançamento teatral de maior sucesso do ano 2000, com uma receita bruta de US$ 33,5 milhões.

### Resposta da crítica
No site agregador de resenhas Rotten Tomatoes, American Pie tem um índice de aprovação de 61% com base em 129 resenhas, obtendo uma nota média de 5,80/10; seu consenso crítico diz: "Tão embaraçoso quanto crível, American Pie consegue trazer de volta o gênero de filme adolescente". No Metacritic, o filme tem uma pontuação 58/100 com base em trinta críticas, indicando "comentários mistos ou médios". O público pesquisado pelo CinemaScore deu ao filme uma nota "A−" em uma escala de "A+" a "F".
Uma das críticas mais negativas que o filme recebeu veio de Stephen Holden, do jornal The New York Times, que considerou American Pie "um dos filmes adolescentes mais superficiais e lascivos". Ernest Hardy, do Film.com, escreveu que American Pie "tinha algumas partes divertidas, no entanto, o público deve notar fortemente que o filme é realmente horrível e que não era digno do status de prazer a qual lhe era creditado". Jim Sullivan, do The Boston Globe, escreveu que American Pie é uma "brincadeira nojenta e de mau gosto do ensino médio com mingau sentimental". O critico Roger Ebert foi mais positivo, premiando o filme com três de quatro estrelas em sua crítica no jornal Chicago Sun-Times; ele observou que "[o filme] não é inspirador, mas é alegre, esforçado e às vezes engraçado, e - aqui está o importante - não é mesquinho. Seus personagens são meio doces e adoráveis".

## Prêmios e indicações
Venceu
- 2000 - Blockbuster Entertainment Award para Ator Coadjuvante de Comédia Favorito (Eugene Levy)[24]
- 2000 - Bogey Awards: Bogey Awards in Platinum (Prêmio dado a filmes que são vistos por cinco milhões de pessoas nos primeiros 50 dias após a sua estreia)
- 2000 - Casting Society of America: Artios Award para Melhor Elenco de Filme
- 2000 - Csapnivalo Award: Golden Slate Award para Melhor Filme Adolescente
- 2000 - Young Hollywood Awards para Melhor Conjunto de Elenco, Melhor Trilha Sonora, Importante Descoberta de Performance Feminina (Mena Suvari)
- 2000 - Golden Screen para Golden Screen Award e Golden Screen com 1 Estrela

Indicações
- 2000 - American Comedy Award para Ator Coadjuvante Engraçado (Eugene Levy)
- 2000 - Blockbuster Entertainment Award para Ator Favorito (Jason Biggs) e Atriz Favorita (Mena Suvari)[24]
- 2000 - CFCA Award de Melhor Ator Promissor (Chris Klein)
- 2000 - MTV Movie Awards para Melhor Performance de Comédia (Jason Biggs), Melhor Filme, Importante Descoberta de Performance Feminina (Shannon Elizabeth), Importante Descoberta de Performance Masculina (Jason Biggs)
- 2000 - Teen Choice Awards para Choice Ator (Jason Biggs), Melhor Performance de Fuga (Chris Klein), Melhor Comédia, Melhor Mentiroso (Chris Klein), Melhor Sleazebag (Seann William Scott)

## Trilha sonora
A trilha sonora do filme alcançou a posição número 50 na parada Billboard 200.
| N.º | Título                    | Compositor(es) | Performance de                      | Duração |  |
| 1.  | "New Girl"                |                | Third Eye Blind                     | 2:16    |  |
| 2.  | "You Wanted More"         |                | Tonic                               | 3:52    |  |
| 3.  | "Mutt"                    |                | Blink-182                           | 3:23    |  |
| 4.  | "Glory"                   |                | Sugar Ray                           | 3:29    |  |
| 5.  | "Super Down"              |                | Super TransAtlantic                 | 4:07    |  |
| 6.  | "Find Your Way Back Home" |                | Dishwalla                           | 4:04    |  |
| 7.  | "Good Morning Baby"       |                | Dan Wilson of Semisonic & Bic Runga | 3:34    |  |
| 8.  | "Stranger by the Day"     |                | Shades Apart                        | 4:02    |  |
| 9.  | "Summertime"              |                | Bachelor No. 1                      | 3:46    |  |
| 10. | "Vintage Queen"           |                | Goldfinger                          | 3:04    |  |
| 11. | "Sway"                    |                | Bic Runga                           | 4:23    |  |
| 12. | "Wishen"                  |                | The Loose Nuts                      | 3:04    |  |
| 13. | "Man with the Hex"        |                | The Atomic Fireballs                | 3:01    |  |

As seguintes canções foram incluídas no filme, mas não foram destaque na trilha sonora:
- Sex-o-rama Band - "Love Muscle"
- The Ventures - "Walk Don't Run"
- Barenaked Ladies - "One Week"
- The Brian Jonestown Massacre - "Going To Hell"
- Third Eye Blind - "Semi-Charmed Life"
- Oleander - "I Walk Alone"
- Hole - "Celebrity Skin"
- Everclear - "Everything to Everyone"
- Harvey Danger - "Flagpole Sitta"
- Duke Daniels - "Following a Star"
- Simon & Garfunkel - "Mrs. Robinson"
- Fatboy Slim - "The Rockafeller Skank"
- Brian TranseauLibra Presents Taylor - "Anomaly (Calling Your Name)"
- Etta James - "At Last"
- James - "Laid"
- Loni Rose - "I Never thought you would come"
- Norah Jones - "The Long Day is Over"
- Marvin Gaye - "How Sweet It Is (To Be Loved by You)"
- Maria Muldaur - "Midnight at the Oasis"
- Simple Minds - "Don't You (Forget About Me)"